# Горячкин, Виктор Георгиевич
Ви́ктор Гео́ргиевич Горя́чкин (1894—1968) — советский специалист по торфу; доктор технических наук (1954), профессор (1932), член-корреспондент АН БССР (1940).

## Биография
Виктор Георгиевич Горячкин родился 29 марта 1894 года в Ярославле. Окончил инженерное отделение Петровской сельскохозяйственной академии (1918). С 1918 по 1920 год работал заведующим гидротехническим отделением Смоленского губземотдела. С 1920 по 1930 год работал научным сотрудником и заведующим отделом Инсторфа в Москве, одновременно с 1922 года преподавал на торфяном отделении Сельскохозяйственной, а затем с 1927 года Горной академии, доцент, заведующий кафедрой исследования и эксплуатации болот. С созданием в 1930 году на базе Московской горной академии шести самостоятельных институтов работал заведующим кафедрой Московского торфяного института, с 1932 года — профессором.
В. Г. Горячкин создал учебники по технологии добычи и сушки торфа, сформировал научное направление, которое охватывает различные аспекты добычи, сушки, хранения торфа и получило название «Основы технологии торфяного производства». Под таким же названием в 1954 году им была защищена докторская диссертация.
За вклад в восстановление и развитие торфяной промышленности после Великой Отечественной войны В. Г. Горячкин был награждён орденом «Знак Почёта», за заслуги в развитии науке о торфе и подготовки инженерных кадров — орденом Ленина.
В. Г. Горячкиным опубликованы несколько десятков статей и книг, в том числе капитальный учебник для вуза «Технологии добычи и сушки торфа» (М.-Л.: Госэнергоиздат, 1948. — 488 с.), учебное пособие для вузов со специальностями торфяного профиля «Основы технологии торфяного производства» (М.-Л.: Госэнергоиздат, 1953. — 199 с.). В соавторстве с учениками и коллегами издано учебное пособие «Общий курс технологии торфодобывания» (М.-Л.: Госэнегроиздат, 1959. −340 с.).
Умер в 1962 году. Похоронен на Введенском кладбище (10 уч.).

## Основные труды

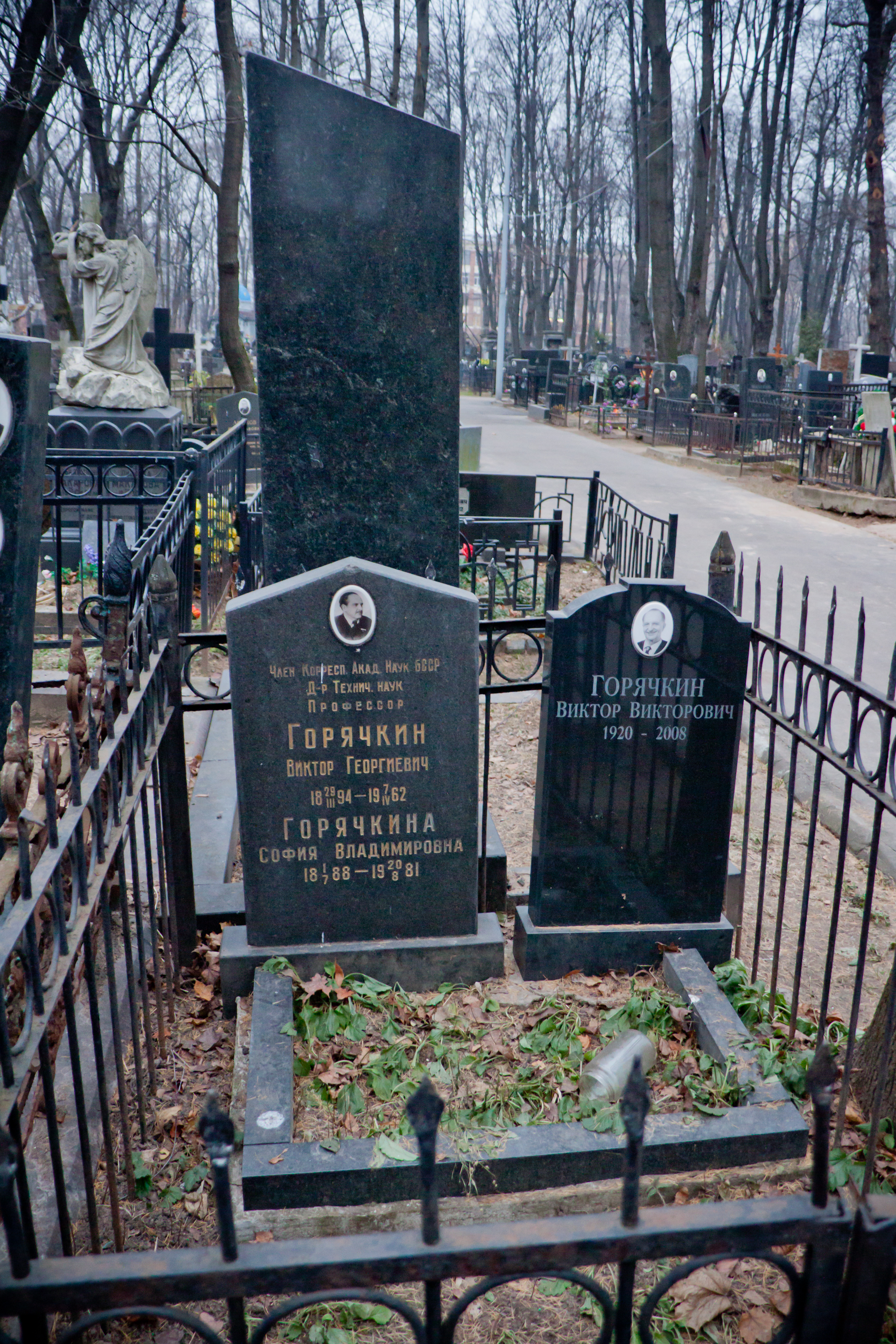
Могила В. Г. Горячкина на Введенском кладбище

- Горячкин В. Г. Промерзание торфяной залежи и её значения для выработки торфа на топливо // Тр. Инсторфа. 1928 . Вып. 1. С. 245—257.
- Горячкин В. Г. Добыча фрезерованного торфа // Торфяное дело. 1929. — № 7-8. С. 279—290.
- Горячкин В. Г. Сушка торфа в кирпичах обтекаемой формы минимальных размеров / В кн. Сушка, качество и физико-механические свойства торфа. -М.-Л., 1939. С. 57-89.
- Горячкин В. Г., Сидякин С. А. Водопоглащающая способность торфа // Торфяная промышленность. 1948. — № 8. — С. 17-22.
- Горячкин В. Г., Лукин А. В. Изменение объемного веса торфа по глубине осушенной залежи // Торфяная промышленность. 1953. — № 7. — С. 26-27.
- Горячкин В. Г., Сидякин С. А. Физико-технические показатели сапропелей // Торфяная промышленность. — 1947. — № 12. — С. 5-11.
- Горячкин В. Г. Основы технологии добычи торфа пониженной влажности послойно-поверхностным способом / Гр. Института торфа АНБССР. 1955. -Т. 4. — С. 20-29.
- Горячкин В. Г. Основные элементы технических расчетов полевой сушки кускового торфа // Торфяная промышленность. — 1943. — № 3. — С. 13-16.
- Горячкин В. Г., Сидякин С. А. Зависимость интенсивности испарения фрезторфа от изменения его влагосодержания // Торфяная промышленность. 1950. — С. 54.-59.
- Горячкин В. Г. Технологические основы механизированной уборки фрезерного торфа / В сб. Торф в народном хозяйстве Белорус. ССР. — Минск, 1948. — С. 54-59.
- Горячкин В. Г., Дубов А. Д. Принципы улучшения торфяного топлива // Вестник АНБССР, серия физико-техн. наук. — 1956. — № 1. — С. 95-102.
- Горячкин В. Г., Лукдин К. П. Уплотненность верхних слоев торфяной залежи фрезерных полей / Труды ин-та торфа АНБССР. — 1957. т. 6. — С. 438—454.